# Clarence A. Dykstra
Clarence Addison Dykstra (* 25. Februar 1883 in Cleveland, Ohio; † 6. Mai 1950 in Laguna Beach, Kalifornien) war ein US-amerikanischer Politikwissenschaftler, der 1937/38 als Präsident der American Political Science Association (APSA) amtierte. Zu diesem Zeitpunkt war er Präsident der University of Wisconsin–Madison.
Dykstra machte 1903 sein Bachelor-Examen an der Iowa State University und wurde 1908 an der University of Chicago zum Ph.D. promoviert. Danach war er ein Jahr lang Dozent an der Ohio State University und wurde dann bis 1918 Dekan des Department für Politikwissenschaft der University of Kansas. Es folgten hochrangige Tätigkeiten in verschiedenen Kommunalverwaltungen. Von 1937 bis 1945 war er Präsident der University of Wisconsin–Madison und von 1945 bis 1950 Probst und Vizepräsident der University of California, Los Angeles.